# گروه کری
گروه کری (انگلیسی: Kerry Group) شرکت صنایع غذایی ایرلندی است، که در سال ۱۹۷۲ تأسیس شد. دفتر مرکزی این شرکت در شهر ترالی، شهرستان کری، جمهوری ایرلند قرار دارد و بخشی از سهام آن در بازارهای بورس لندن و بورس ایرلند معامله می‌شود.